# Трифан, Кэлина
Кэлина Трифан (р.30 апреля 1953, с. Слобозия Маре, район Вулкэнешть) — молдавская поэтесса.
Поэтесса и эссеист Кэлина Трифан родилась 30 апреля 1953 в семье Василе и Екатерины Трифан. После окончания средней школы в селе Слобозия Маре продолжила учебу на факультете библиотековедения и библиографии Кишиневского Государственного Университета (1972—1976). Работала главным библиотекарем Научной библиотеки КГУ (1976—1988), затем библиографом в Переводческом Колледже Союза Писателей Молдовы, редактором газеты Glasul naţiunii (1990—1991). С 1991 — научный секретарь в Национальном Центре Литературоведения и Музеографии им. М. Когэлничану (Музей румынской литературы). Дебютировала стихами в районной газете в 1971; первая книжная публикация — в коллективном сборнике «Из сотен мачт»  (рум. Dintre sute de catarge, 1984). Также публикует литературные обозрения и эссе. Подборки её стихов включены в поэтические антологии Молдовы, Румынии, Италии и т.д. Кэлина Трифан — член Союза Писателей Молдовы и Союза Писателей Румынии. Опубликованные сборники: «Адажио» (рум. Adagio, 1989), «Монолог» (рум. Soliloc, 1992), «Выстрел в цаплю» (рум. Descărcare în egretă, 1999), «Епитимья молчания» (рум. Canonul tăcerii, 2000), «На льдинах неба» (рум. Pe banchizile din cer, 2004), «Аллея классиков» (рум. Aleea clasicilor, 2009), «Женщины любят, как дышат» (рум. Femeile iubesc cum respiră, 2011). Составитель сборника «Женщина в зонах конфликтов» (рум. Femeia în zonele de conflict, 2005). Автор и составитель: «Словарь румынских писателей Бессарабии 1812-2010» (рум. Dicţionarul scriitorilor români din Basarabia 1812-2010, 2010).

## Награды
- Медаль «Михай Эминеску» (31 августа 2015 года) — за заслуги в области литературы, вклад в продвижение национальных культурных ценностей и высокое профессиональное мастерство[1].